# Център на водоизместването
Център на водоизместването – точката в която условно действа силата на плавучест (Архимедовата сила), въздействаща на тяло потопено в течност (вода). Използва се в „Теория на кораба“.
Тъй като силите на плавучест са по природа сили на налягане, те действат еднакво на цялата повърхност на потопения обем. За удобство при изчисленията е удобно силите на плавучест да се сведат, т.е. да се изразят като една равнодействаща сила, приложена в една точка.
Центърът на водоизместването е обемният център на потопената част. Можем да кажем, че ако заместим потопената част с вода, то центърът на водоизместването е центърът на тежестта на този обем.
Обозначава се с латинска буква "B" (от buoyancy) или "C". На чертежа вдясно е използвано означението "C" за център на водоизместването в начално (без крен) положение и C1 за център на водоизместването в накренено (на ъгъл Θ) положение на кораба.